# Morti nel 1981/Luglio
| Questa pagina contiene informazioni ricavate automaticamente dalle voci biografiche con l'ausilio del template Bio e di un bot. L'aggiornamento è periodico e automatico e ricostruisce completamente la pagina. Se manca una persona in questa lista, sei pregato di non aggiungerla, ma accertati piuttosto che la sua voce biografica contenga il template Bio e che i dati anagrafici siano correttamente compilati. Se il template Bio manca, inseriscilo tu stesso o, in alternativa, metti l'avviso {{tmp\|Bio}} che ne segnala la mancanza. Se i dati riportati sono sbagliati, correggi direttamente la voce biografica; le modifiche saranno visibili in questa lista entro pochi giorni. Per chiarimenti vedi il progetto biografie. La lista contiene solo le 91 persone che sono citate nell'enciclopedia e per le quali è stato implementato correttamente il template Bio. Pagina aggiornata al 3 mar 2024. |

- 1º luglio - Luis Obdulio Arroyo Navarro, religioso guatemalteco (n. 1950)
- 1º luglio - Jean Van den Bosch, ciclista su strada e pistard belga (n. 1898)
- 1º luglio - Marcel Breuer, architetto e designer ungherese (n. 1902)
- 1º luglio - Zdeněk Burian, pittore e illustratore ceco (n. 1905)
- 1º luglio - Tullio Maruzzo, presbitero italiano (n. 1929)
- 1º luglio - George Voskovec, attore cecoslovacco (n. 1905)
- 2 luglio - Corrado Curcio, letterato e filosofo italiano (n. 1903)
- 2 luglio - Egidio Feruglio, ciclista su strada italiano (n. 1921)
- 2 luglio - Billy Gillespie, calciatore irlandese (n. 1891)
- 2 luglio - Paul Schmiedlin, calciatore svizzero (n. 1897)
- 3 luglio - Artūras Andrulis, cestista e calciatore lituano (n. 1922)
- 3 luglio - László Horváth, calciatore ungherese (n. 1901)
- 3 luglio - Kirill Petrovič Kondrašin, direttore d'orchestra russo (n. 1914)
- 3 luglio - Ross Martin, attore polacco (n. 1920)
- 3 luglio - Vasilij Sokolov, allenatore di calcio e calciatore sovietico (n. 1912)
- 4 luglio - Libero de Libero, poeta e critico d'arte italiano (n. 1903)
- 4 luglio - Helmut Gröttrup, ingegnere tedesco (n. 1916)
- 4 luglio - Violet Heming, attrice inglese (n. 1895)
- 4 luglio - Walter Charles Langer, psicoanalista statunitense (n. 1899)
- 4 luglio - Raymond Sentubéry, calciatore francese (n. 1901)
- 5 luglio - David Haubenstock, attore tedesco (n. 1966)
- 5 luglio - Giuseppe Taliercio, ingegnere e dirigente d'azienda italiano (n. 1927)
- 5 luglio - Manuel Urrutia Lleó, politico cubano (n. 1908)
- 7 luglio - Keefe Brasselle, attore, regista e produttore televisivo statunitense (n. 1923)
- 7 luglio - João Cruz, calciatore portoghese (n. 1915)
- 7 luglio - Donal Foley, giornalista e editore irlandese (n. 1922)
- 7 luglio - Shizuto Masunaga, psicologo giapponese (n. 1925)
- 7 luglio - Juozas Žukas, cestista e tennista lituano (n. 1915)
- 8 luglio - Jim Armstrong, lottatore, rugbista a 13 e allenatore di rugby a 13 australiano (n. 1917)
- 8 luglio - Joe McDonnell, attivista britannico (n. 1951)
- 9 luglio - John Franklin Bardin, scrittore statunitense (n. 1916)
- 9 luglio - Domenico Di Luzio, politico italiano (n. 1912)
- 9 luglio - Meyer Levin, scrittore e giornalista statunitense (n. 1905)
- 10 luglio - Abraham Calazacón, politico ecuadoriano (n. 1909)
- 10 luglio - Giorgio De Lullo, attore e regista teatrale italiano (n. 1921)
- 10 luglio - Giuseppe Tosi, discobolo e attore italiano (n. 1916)
- 11 luglio - Jean-Jérôme Adam, missionario e arcivescovo cattolico francese (n. 1904)
- 11 luglio - Michel François, storico e archivista francese (n. 1906)
- 11 luglio - Paolo Molnar C., pittore e incisore ungherese (n. 1894)
- 12 luglio - Aldo Crivelli, artista e archeologo svizzero (n. 1907)
- 12 luglio - János Hajdú, schermidore ungherese (n. 1904)
- 12 luglio - Boris Nikolaevič Polevoj, scrittore e giornalista sovietico (n. 1908)
- 13 luglio - Martin Hurson, rivoluzionario irlandese (n. 1956)
- 14 luglio - Sauro Pazzaglia, pilota motociclistico italiano (n. 1954)
- 15 luglio - Renzo Magli, allenatore di calcio e calciatore italiano (n. 1908)
- 16 luglio - Harry Chapin, cantautore statunitense (n. 1942)
- 16 luglio - Ioan Maria Duma, vescovo cattolico rumeno (n. 1896)
- 16 luglio - Will Hudson, compositore e arrangiatore statunitense (n. 1908)
- 16 luglio - Maurice Mathieu, calciatore francese (n. 1890)
- 16 luglio - Nívio, calciatore brasiliano (n. 1927)
- 17 luglio - Giuseppe Abbruzzese, politico italiano (n. 1917)
- 17 luglio - Sam Bartram, allenatore di calcio, editorialista e calciatore inglese (n. 1914)
- 17 luglio - Semёn Iosifovič Derevjanskij, regista cinematografico sovietico (n. 1902)
- 18 luglio - Armando Peverelli, ciclista su strada italiano (n. 1921)
- 19 luglio - Daisuke Itō, regista e sceneggiatore giapponese (n. 1898)
- 19 luglio - José María Pemán, poeta, scrittore e drammaturgo spagnolo (n. 1897)
- 19 luglio - Clemente Yerovi, politico ecuadoriano (n. 1904)
- 19 luglio - Giovanni Zonca, politico e medico italiano (n. 1899)
- 19 luglio - Rodolfo de Mattei, storico, scrittore e giornalista italiano (n. 1899)
- 20 luglio - Kōstas Choumīs, calciatore greco (n. 1913)
- 20 luglio - Dale Hennesy, scenografo statunitense (n. 1926)
- 20 luglio - Abram Kardiner, antropologo statunitense (n. 1891)
- 20 luglio - Diego Venini, arcivescovo cattolico italiano (n. 1889)
- 20 luglio - Rolf Wütherich, pilota automobilistico tedesco (n. 1927)
- 21 luglio - Giuseppe Giriodi, notaio e calciatore italiano (n. 1894)
- 21 luglio - Ugo Sasso, attore italiano (n. 1910)
- 22 luglio - Manuela de Jesús Arias Espinosa, religiosa messicana (n. 1904)
- 22 luglio - Hermann von Hanneken, generale tedesco (n. 1890)
- 22 luglio - Fritzi Wenisch, schermitrice austriaca (n. 1907)
- 23 luglio - Léon Bouffard, altista e dirigente sportivo svizzero (n. 1893)
- 23 luglio - Ivan Eklind, arbitro di calcio svedese (n. 1905)
- 23 luglio - Kazuo Taoka, mafioso giapponese (n. 1913)
- 24 luglio - Greta Almroth, attrice svedese (n. 1888)
- 24 luglio - Ian Watson, cestista australiano (n. 1949)
- 25 luglio - Ferdinando Lambruschini, arcivescovo cattolico italiano (n. 1911)
- 26 luglio - Madge Evans, attrice statunitense (n. 1909)
- 26 luglio - Stafford Warren, medico statunitense (n. 1896)
- 27 luglio - Henri Marcel Gaussen, botanico francese (n. 1891)
- 27 luglio - William Wyler, regista tedesco (n. 1902)
- 28 luglio - Harry Bloom, giornalista, romanziere e attivista sudafricano (n. 1913)
- 28 luglio - Wilbur Cush, calciatore nordirlandese (n. 1928)
- 28 luglio - Stanley Francis Rother, presbitero e missionario statunitense (n. 1935)
- 29 luglio - Enzo Mascherini, baritono italiano (n. 1910)
- 29 luglio - Robert Moses, urbanista, funzionario e politico statunitense (n. 1888)
- 29 luglio - James Edward Walsh, vescovo cattolico e missionario statunitense (n. 1891)
- 30 luglio - Gerrit van de Ruit, ciclista su strada olandese (n. 1911)
- 30 luglio - Bud Tingelstad, pilota automobilistico statunitense (n. 1928)
- 31 luglio - Ioachim Moldoveanu, calciatore rumeno (n. 1913)
- 31 luglio - László Raffinsky, calciatore e allenatore di calcio rumeno (n. 1905)
- 31 luglio - Stefania Rotolo, ballerina, showgirl e cantante italiana (n. 1951)
- 31 luglio - Omar Torrijos, generale e politico panamense (n. 1929)